# Alkibiades
Alkibiades (griechisch Ἀλκιβιάδης Alkibiádēs; * um 450 v. Chr. in Athen; † 404 v. Chr. in Phrygien) war ein bedeutender athenischer Staatsmann, Redner und Feldherr. Er stammte aus den berühmten aristokratischen Familien der Alkmaioniden und Eupatriden. Während der zweiten Hälfte des Peloponnesischen Kriegs fungierte er als strategischer Berater, militärischer Befehlshaber und Politiker. Er wechselte bei verschiedenen Gelegenheiten die Seiten und war stets bemüht, Athen und Sparta gegeneinander auszuspielen.
In seiner Geburtsstadt Athen sprach er sich um 420 v. Chr. für eine aggressive Außenpolitik aus und war ein bedeutender Befürworter der Sizilienexpedition. Nachdem seine politischen Feinde ihn des Hermenfrevels beschuldigt hatten, floh er jedoch nach Sparta. Dort diente er als strategischer Berater, der einige größere Feldzüge gegen Athen vorschlug oder leitete. Jedoch machte er sich in Sparta bald ebenfalls mächtige Feinde und war gezwungen, zum Feind nach Persien überzulaufen. Dort fungierte er als Berater des Satrapen Tissaphernes, bis seine politischen Verbündeten unter den Athenern seine Rückkehr ermöglichten. Er diente danach für einige Jahre als athenischer General (strategos), bis seine Feinde ihn schließlich zum zweiten Mal verbannen konnten.

## Leben
Alkibiades wurde wohl 451 v. Chr. als Sohn von Kleinias und Deinomache in Athen geboren. Letztere gehörte zu der mächtigen und umstrittenen Familie der Alkmaioniden; Perikles und sein Bruder Ariphon waren Deinomaches Cousins. Es wurde behauptet, dass man Alkibiades’ Familie bis Eurysakes zurückverfolgen könne. Sein Großvater väterlicherseits, der ebenfalls Alkibiades hieß, war ein Freund des berühmten Verfassungsreformers Kleisthenes, der ebenfalls ein Alkmaionide war. Nach dem Tod seines Vaters in der Schlacht von Koroneia im Jahre 447 v. Chr. wuchs Alkibiades im Hause seines Onkels Perikles auf, wo er von einer Vielzahl berühmter Lehrer, darunter Sokrates, unterrichtet und in der Redekunst ausgebildet wurde. Eine berühmte Schilderung von Alkibiades’ Verhältnis zu Sokrates gibt Platon im Symposion. Der offenbar ungewöhnlich charismatische Alkibiades war für sein widersprüchliches und eigenwilliges Verhalten bekannt, das antike griechische Schriftsteller verschiedentlich erwähnen. In den Quellen werden sowohl seine körperlichen und geistigen Fähigkeiten herausgestellt als auch seine Liebeseskapaden geschildert.
Alkibiades nahm 432 v. Chr. an der Schlacht von Potidaia und 424 v. Chr. an der Schlacht von Delion teil. Nach Platons Darstellung rettete Sokrates bei Potidaia Alkibiades nicht nur das Leben, sondern verzichtete anschließend zu dessen Gunsten auch auf eine ihm zuerkannte Auszeichnung. Die Glaubwürdigkeit dieser Schilderung ist aber zweifelhaft. Es trifft jedenfalls zu, dass Alkibiades für seine Tapferkeit ausgezeichnet wurde, denn dies berichtet auch Isokrates. Alkibiades hatte ein intimes, aber (idealisierten antiken Berichten zufolge) angeblich keusches Verhältnis zu Sokrates, den er bewunderte und respektierte. Dieser wiederum wurde von Alkibiades’ Schönheit angezogen, beschloss jedoch angeblich, den jugendlichen Reizen nicht zu erliegen. 
Nach dem Tod des Kleon setzte Alkibiades sich zunächst an die Spitze der „radikalen Demokraten“ (die jede Einschränkung ablehnten, auch was die Alimentierung der Bevölkerung betraf, siehe Attische Demokratie) und betrieb eine Politik, die die Isolierung Spartas zum Ziel hatte. Er stieg rasch zu einem führenden Demagogen auf. Sein politischer Gegenspieler war Nikias, der zu den gemäßigten Demokraten gehörte. Nikias bemühte sich im Peloponnesischen Krieg um einen Friedensschluss zwischen Athen und Sparta, den er in dem nach ihm benannten Nikiasfrieden auch durchsetzen konnte.
Alkibiades gelang es jedoch, als Stratege diese Bemühungen zu hintertreiben und Athen zur Abkehr von dem Vertrag zu bewegen. 415 v. Chr. befürwortete er, auf ein Hilfegesuch der Stadt Segesta hin, den unglücklichen Feldzug Athens gegen Syrakus und Sizilien, den er als einer seiner militärischen Führer zunächst mit anführte. Kurz vor dem Auslaufen der Schiffe wurden in der Nacht vom 10. auf den 11. Mai 415 v. Chr. die Statuen des Gottes Hermes in Athen von unbekannter Hand verstümmelt (der so genannte Hermenfrevel). Die Schuld dafür schob man (wahrscheinlich fälschlich) auf Alkibiades. Zwar wurde die Angelegenheit zunächst wegen seiner großen Popularität verschleppt, doch nach der Ausfahrt der Flotte rief man ihn zurück und klagte ihn wegen des Hermenfrevels und der Parodie der Mysterien von Eleusis an. Alkibiades kehrte nicht zurück, sondern blieb bei der Flotte. Als er erfuhr, dass er, in seiner Abwesenheit, zum Tode verurteilt und verflucht worden war, floh er nach Sparta, wo er die Pläne des Feldzuges verriet und einem Bündnis aus Spartanern und Syrakusern half, die Athener zu besiegen. Weiterhin erteilte er den Lakedaimoniern zwei kriegsentscheidende Ratschläge, nämlich Syrakus zu Hilfe zu kommen, um Athen abzugrenzen, und das Dorf Dekeleia in Attika dauerhaft zu besetzen. Daraufhin konnten die Athener auf Sizilien vernichtend geschlagen werden.
412 v. Chr. zog Alkibiades mit den Spartanern gegen die Insel Chios, wo er die Ionier zu einem Aufstand gegen die Athener aufstachelte. In Milet half er beim Abschluss eines Bündnisses zwischen Sparta und dem Perserreich und kämpfte in der Schlacht von Milet gegen ein athenisches Expeditionsheer.
Probleme mit den spartanischen Führern – diese waren besorgt, er möge sie bei Gelegenheit ebenfalls verraten, wie er bereits seine eigene Vaterstadt verriet – führten dazu, dass Alkibiades deren Gunst verlor und offenbar ermordet werden sollte. Alkibiades erfuhr jedoch rechtzeitig davon und floh zu dem persischen Provinzstatthalter Tissaphernes. Bei diesem versuchte er, anfangs recht erfolgreich, Athen und Sparta gegeneinander auszuspielen und ihn auf die Seite der Athener zu ziehen, was letztlich jedoch misslang. Daraufhin bot Alkibiades den Kommandeuren der athenischen Flotte auf Samos, die mit der Politik ihrer Heimatstadt unzufrieden waren und einen Umsturz der radikaldemokratischen Ordnung anstrebten (siehe dazu auch: Oligarchischer Umsturz in Athen unter der Herrschaft des Rates der Vierhundert), seine Hilfe und die Persiens an. Zumindest machte Alkibiades die Kommandeure glauben, er könne die persische Unterstützung garantieren. Im Gegenzug wollte er nach Athen zurückkehren, um dort erneut eine führende Rolle zu spielen. Die Kommandeure der athenischen Flotte gingen auf Alkibiades’ Vorschlag zunächst ein.  Während der Umsturz in Athen gelang, stieß er in der Flotte auf Samos (diese war als Bürgerflotte unterhalb der Kommandeursebene bis hin zu den Ruderern demokratisch gesinnt) auf erfolgreichen Widerstand. Alkibiades, ganz Opportunist, bot nun den Demokraten seine Hilfe an, die ihn schließlich zum Strategen wählten. Die Oligarchie in Athen wurde bereits Ende 411 v. Chr. beseitigt und im folgenden Jahr die Demokratie wieder eingeführt. Seine Ankunft am Hellespont stabilisierte die prekäre Lage der athenischen Streitkräfte und ermöglichte ihren Sieg in der Seeschlacht bei Abydos (411 v. Chr.). In der Schlacht von Kyzikos (heute Balıkesir in der Türkei) vernichtete Alkibiades 410 v. Chr. mit einem brillant ausgeführten Plan die spartanische Flotte unter Mindaros. Anschließend ging er in die Offensive, um die verlorenen Positionen am Bosporus zurückzugewinnen. 409 v. Chr. siegte er erneut vor Abydos über die Perser und 408 v. Chr. gelang ihm nach der Schlacht von Chalkedon die Einnahme von Selymbria und Byzanz.
Als er nach Athen heimkehrte, wurde er mit allgemeiner Begeisterung aufgenommen, von allen Beschuldigungen freigesprochen und zum strategos autokrator („bevollmächtigter Stratege“) gewählt. Als jedoch 407 v. Chr. während seiner Abwesenheit ein athenisches Flottenkontingent bei Notion in der Nähe von Ephesos eine Niederlage gegen den mit den Persern verbündeten spartanischen Flottenführer Lysander erlitt, und aufgrund der Annahme, er könne durch seine Macht und seinen Einfluss zum Tyrann werden, entzog man ihm sein Amt.
Alkibiades begab sich zunächst auf seine Besitzungen nach Thrakien. Trotz der bereits mehrfachen Verbannung aus seinem Vaterland war seine Verbundenheit zu Athen stets vorhanden. So auch, als der athenische Feldherr Philokles (Strategos) mit einer neuen Flotte in See stach und zum Hellespont führte. Alkibiades, auch von seinen Gegnern als fähiger Feldherr anerkannt, versuchte Philokles bei seiner strategischen Kriegsführung zu beraten, doch dieser und seine Mitstrategen lehnten seinen Rat verachtungsvoll ab. Dies wurde zum Verhängnis der athenischen Flotte, Alkibiades Befürchtungen wurden bald bestätigt. Die spartanisch-peloponnesische Flotte unter Lysander besiegte die Athener in der Schlacht bei Aigospotamoi (September 405 v. Chr.). Nach der Niederlage floh Alkibiades an den Hof des persischen Satrapen Pharnabazos nach Daskyleion. Auf Betreiben des spartanischen Befehlshabers Lysander und im Einvernehmen mit den in Athen eingesetzten Dreißig Tyrannen wurde Alkibiades 404 v. Chr. auf der Flucht in der phrygischen Ortschaft Melissa ermordet. Seine Geliebte, die Hetäre Timandra, soll ihn bestattet haben.
Die wichtigsten erzählenden Quellen zu seinem Leben sind die Berichte des Thukydides und Xenophon. Hinzu kommen sekundäre Quellen, unter anderen Diodor (der sich auf Ephoros stützte), Plutarch und Cornelius Nepos.

## Olympiasieger
Bei den 91. Olympischen Spielen 416 v. Chr. entsandte Alkibiades gleich sieben Mannschaften ins Wagenrennen, das sind mehr, als je ein Privatmann zu den Olympischen Spielen der Antike entsandt hat. Ergebnis war ein Sieg, ein zweiter und ein vierter Platz. So wurde auch er zum Olympiasieger gekränzt, da beim Wagenrennen der Rennstallbesitzer geehrt wurde, nicht der Fahrer.